# Fontana-on-Geneva Lake
Fontana-on-Geneva Lake est un village du comté de Walworth, dans l'État du Wisconsin, aux États-Unis. En 2020, il comptait une population de 3 120 habitants.